# Joe O’Brien

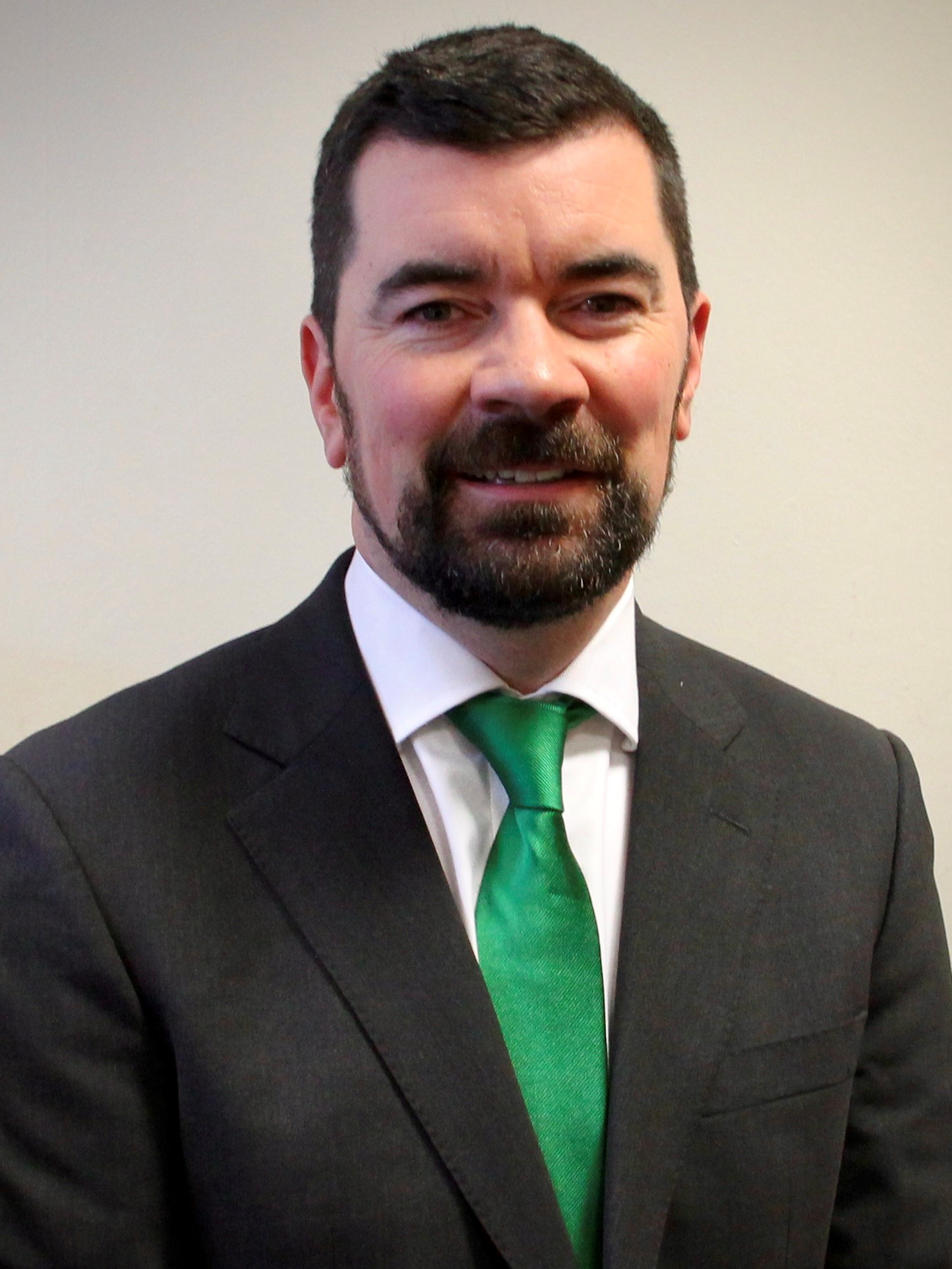
Joe O’Brien (2019)

Joe O’Brien (* in Cork, Irland) ist ein irischer Politiker der Green Party (GP) und war von 2019 bis 2024 Abgeordneter (Teachta Dála) im Dáil Éireann.

## Leben
Joe O’Brien wuchs in Grenagh auf. Er schloss sein Studium am University College Cork in Wirtschaftswissenschaften und Romanistik ab. Unmittelbar nach dem Studium wurde er Sozialarbeiter für Immigranten in Dublin. 2009 arbeitete er im Auftrag des Ökumenischen Rates der Kirchen in der Gegend um Bethlehem. Aus dieser Zeit entwickelte er die Position, israelische Produkte aus den besetzten palästinensischen Gebieten zu boykottieren.
2016 gab er Hinweise darauf, dass die Zahlen der Obdachlosen im Dubliner Stadtgebiet und seiner Umgebung erheblich zu niedrig angegeben würden.
Die Versuche, 2014 in die örtliche Vertretung und 2016 in den Dáil Éireann gewählt zu werden, scheiterten.
Im Mai 2019 wurde er in den Fingal County Council für Balbriggan gewählt. Schon in den Nachwahlen zum Dáil Éireann im November 2019 gelang es ihm, einen Sitz im Dáil zu erobern. Als er im darauffolgenden Jahr zu den Wahlen zum Dáil Éireann antrat, konnte er den Sitz verteidigen. Am 1. Juli 2020 wurde er in der Regierung Martin I zum Staatsminister im Ministerium für ländliche Entwicklung und im Ministerium für Soziale Sicherung mit dem Aufgabenbereich gemeinschaftliche Entwicklung und Wohlfahrtsangelegenheiten ernannt. Mit dem Regierungswechsel zur Regierung Varadkar II behielt er diese Posten und wurde zusätzlich zum 21. Dezember 2022 zum Staatsminister für Integration im Ministerium für Kinder, Gleichstellung, Teilhabe, Integration und Jugend ernannt.
O’Brien lebt mit seiner Frau und seinen drei Kinder in Skerries.